# Цанко Яблански
Цанко Яблански е български политик, зооинженер и учен в областта на генетиката и селекцията на селскостопанските животни, посланик в Израел от 1999 до 2003 г.

## Академична дейност
Завършва Селскостопанската академия в София. Работи във Висшия институт по зоотехника и ветеринарна медицина (ВИЗВМ) в Стара Загора. Професор по генетика и селекция на животните. Заместник-ректор на ВИЗВМ. Един от инициаторите за учредяването на Тракийския университет. От 1985 до 1990 година е агент на Държавна сигурност.

## Политическа дейност
Избран за кмет на Стара Загора през 1995 като кандидат на Съюза на демократичните сили (СДС), след балотаж с кандидата на БСП. Не се кандидатира за втори мандат. След изтичането на мандата му е назначен от президента Петър Стоянов за посланик на Република България в Република Израел.
През 2003 се кандидатира като кандидат на десницата срещу Евгений Желев, но губи на първи тур.
През 2005 ревизия на „Държавен и финансов контрол“ установява значителни финансови нарушения по време на мандата му като кмет, но не са предприети наказателни мерки в тази връзка.